# West Bergholt
West Bergholt es una parroquia civil situada en el distrito de Colchester, en Essex, Inglaterra (Reino Unido). Según el censo de 2021, tiene una población de 3300 habitantes.